# Banu Man (Líban)
Els Banu Man o Banu Maan foren una família del Líban, que van governar al districte drus del Xuf als segles xvi i xvii.
L'origen de la família és desconegut. El primer membre conegut per fonts històriques fou Fakhr al-Din Uthman ibn al-Hadjdj Yunis, mort el 1506. Un que podria ser el seu fill, de nom Yunis, va morir el 1511. Segurament fou el seu fill l'anomenat Kurkumaz ibn Yunis Maan que fou nomenat mukaddam (cap local) del Xuf pels otomans el 1516/1517. Dos altres membres de la nissaga van governar al Xuf com a caps locals a la mateixa època: Alam al-Din Sulayman i Zayn al-Din. Un Fakhr al-Din també s'esmenta com nomenat per governar el Xuf el 1516/1517, quan s'hauria sotmès als otomans rebent el títol d'amir al-barr (senyor de la terra) amb la muntanya drusa, el Xuf i territoris propers (Gharb i Djurd) i hauria governat fins al 1544 quan fou assassinat per ordre del governador otomà de Damasc i llavors el va succeir el seu fill Kurkumaz II que seria diferent de Korkumaz ibn Yunis Man (Kurkumaz I)
La família de Kurkumaz II va governar el Xuf al segle xvi i XVII; la família rival dels Alam al-Din era descendent de Alam al-Din Sulayman i el seu poder devia ser més local. Korkumaz II va morir el 1585 i va deixar dos fills, sent el gran el famós Fakhr al-Din II. Aquest va ser cap local a Xuf i el 1598 va prendre possessió de Beirut i de part del Kisrawan fins al Nahr al-Kalb (Riu del Gos), sent nomenat sandjakbegi de Safad (Sidó-Beirut) el 1602/1603 (va comprar el càrrec) sota dependència del beglerbegi de Damasc. El 1605 va dominar la resta del Kisrawan, territori de majoria maronita. Després en la revolta dels Jumblatt o Djanbulad dirigida per Ali Jumblatt, que havia usurpat les funcions de paixà d'Alep, el va ajudar en contra dels beglerbegis de Trípoli del Líban i de Damasc, el que el va posar en contra de la Porta, a la qual es va sotmetre el 1607. Es va establir a Sidó i va reclutar un exèrcit de mercenaris anomenats levends (llevantins) i sokmans; va restaurar les fortaleses dels croats a finalitat militar i el 1608 es va aliar als Mèdici de Toscana. El 1613 els otomans van enviar una expedició contra ell i va fugir a Toscana (deixant el Xuf al seu germà Yunis o Yunus II) però va poder tornar el 1618 sent restaurat com sandjakbeg de Safad amb Sidó i Beirut; en els anys següents va aplanar als caps rivals per arreu amb suport otomà i va dominar la major part de Síria i Líban. però el 1633 els otomans van enviar una nova expedició contra ell i el seu poder es va enfonsar. El seu fill Ali va morir en combat i ell mateix i altres fills foren fets presoners; fou portat a Istanbul on fou executat el 1635 junt al seu fill Mansur. Un fill de nom Husayn es va lliurar i va esdevenir camarlenc del sultà i ambaixador otomà a l'Índia.
Mulhim, nebot de Fakhr al-Din, el va succeir. A la seva mort el 1658, el seu fill Ahmad ibn Mulhim va establir l'autonomia del Xuf. El sandjak de Sidó-Beirut va esdevenir part de l'eyalat de Sidó des de 1660. A la seva mort sense fills mascles la nissaga es va extingir i el govern (iltizam) va passar al seu nebot (fill d'una germàna) Bashir I Shihab (1697-1706) que va iniciar la nissaga dels shihàbides; el va succeir el seu net, fill d'una filla, Haydar Shihab que va eliminar els Alam al-Din que disputaven la successió (1711). L'autonomia va durar fins al segle xix.

## Bandera
La bandera dels Banu Man era vermella amb un clavell blanc a la part inferior del vol. Modernament es dibuixa amb el clavell blanc i el tall i les fulles verdes, però probablement els exemplars autèntics era tot blanc com la variant que Lux-Wurm mostra al llibre "Drapeaux de l'Islam".
Els Alam al-Din rival tenien la bandera completament inversa, blanca amb un clavell vermell a la part inferior del vol.
Al final del segle xvii la bandera va esdevenir blanca i vermella partida en diagonal ascendent, amb el blanc al pal i el vermell al vol. Al mig una corona de llorers verda.